# Ana Muniz
Ana Carolina de Castro Muniz (ur. 14 marca 1984 w Campo Grande, Mato Grosso do Sul) – brazylijska pływaczka specjalizująca się głównie w stylu wolnym.

## Życiorys
Ana Muniz urodziła się 14 marca 1984 roku w Campo Grande w stanie Mato Grosso do Sul w Brazylii. Swoją karierę sportową jako pływaczka rozpoczęła w wieku 15 lat w 1999 roku podczas 13. Igrzysk Panamerykańskich w Winnipeg w Kanadzie, zdobywając brązowy medal w sztafecie na 4x200 metrów stylem wolnym. Oprócz zdobycia brązowego medalu wystartowała również w innych dyscyplinach, zajmując piąte miejsce na 400 metrów, szóste na 200 metrów oraz szóste na 800 metrów stylem wolnym.
W listopadzie 1999 roku pobiła rekord Ameryki Południowej w dyscyplinie na 200 metrów stylem wolnym na krótkim kursie z czasem 2:01.09 sek.
W grudniu 1999 roku pobiła rekord Ameryki Południowej w dyscyplinie na 800 metrów stylem wolnym z czasem 8:48.53 sek.
W 1999 roku została posiadaczką rekordu Ameryki Południowej w dyscyplinie na 400 metrów stylem wolnym z czasem 4:16.32 sek.
W marcu 2000 roku Muniz wystąpiła na 5. Mistrzostwach Świata w pływaniu na krótkim basenie w Atenach w Grecji, zajmując dziewiąte miejsce w sztafecie na 4x200 metrów stylem wolnym i tym samym pobijając rekord Ameryki Południowej z czasem 8:18.87 sek. razem z Monique Ferreirą, Tatianą Lemos i Paulą Baracho. Oprócz dziewiątego miejsca wystartowała również w innych dyscyplinach, zajmując dziewiętnaste miejsce na 400 metrów oraz dwudzieste trzecie na 200 metrów stylem wolnym.
Dwa lata później w sierpniu 2002 roku Muniz pojawiła się na 7. Igrzyskach Ameryki Południowej w Belém w Brazylii, zdobywając złoty medal w dyscyplinie na 200 metrów, srebrny na 400 metrów oraz brązowy na 800 metrów stylem wolnym.
Rok później w lipcu 2003 roku Muniz wystąpiła na 10. Mistrzostwach Świata w pływaniu w Barcelonie w Hiszpanii, zajmując dwunaste miejsce w sztafecie na 4x200 metrów stylem wolnym.
Miesiąc później wystąpiła na 14. Igrzyskach Panamerykańskich w Santo Domingo na Dominikanie, zdobywając srebrny medal w sztafecie na 4x200 metrów stylem wolnym i tym samym pobijając rekord Ameryki Południowej z czasem 8:10.54 sek. razem z Monique Ferreirą, Marianą Brochado i Paulą Baracho. Oprócz zdobycia srebrnego medalu wystartowała również w dyscyplinie na 800 metrów stylem wolnym, zajmując szóste miejsce.